# Capitocrassus castaneus
Capitocrassus castaneus är en skalbaggsart som beskrevs av Van Eecke 1921. Capitocrassus castaneus ingår i släktet Capitocrassus och familjen långhorningar. Inga underarter finns listade.